# Mandirajawetan
Mandirajawetan este un sat din Indonezia. Are to populație de 4.474 locuitori.